# رينيه سيمبسون
رينيه سيمبسون (بالإنجليزية: Rene Simpson)‏ كانت لاعبة كرة مضرب كندية بدأت مسيرتها كمحترفة سنة 1988 وكانت تلعب باليد اليسرى، اعتزلت اللعب في 1998. أعلى تصنيف لها في الفردي كان المركز الـ 70 في سنة 1989. أعلى تصنيف لها في الزوجي كان المركز الـ 32 في سنة 1995.

## النهائيات

### الفردي: 1 (الوصافة 1)
| الحصيلة | الرقم | التاريخ       | الدورة   | الأرضية | المنافس    | النتيجة  |
| ------- | ----- | ------------- | -------- | ------- | ---------- | -------- |
| الوصافة | 1.    | 7 نوفمبر 1988 | البرازيل | صلبة    | مرسيدس باز | 5–7, 2–6 |

## روابط خارجية
- رينيه سيمبسون على موقع رابطة محترفات التنس (الإنجليزية)
- رينيه سيمبسون على موقع الاتحاد الدولي لكرة المضرب (الإنجليزية)
- رينيه سيمبسون على موقع كأس بيلي جين كينغ (الإنجليزية)
- رينيه سيمبسون على موقع أوليمبيديا (الإنجليزية)